# Bouyei
Bouyei (ibland stavat Puyi, Buyei och Buyi; inhemskt kallat Buxqyaix, eller "Puzhong", "Burao", "Puman"; kinesiska: 布依族; Pinyin: Bùyīzú; vietnamesiska: người Bố Y) etnisk grupp, bosatt i södra Kina. Bouyei är främst koncentrerade i de autonoma prefekturerna Qianxinan och Qiannan i Guizhou-provinsen.
Med 2,5 miljoner människor är bouyei den 11:e största av Folkrepubliken Kinas 56 erkända folkgrupper. Folkgruppen finns också representerad i Vietnam.